# Букиднон (народ)
Букиднон - народ на Филиппинах из группы горных народов. Самоназвание - хигаонан. И то, и другое название означает "горные жители" на разных местных языках. 
Общая численность - 110 000 чел. По типу культуры близки народу манобо.
Проживают в основном в одноименной провинции а о. Минданао.
Язык - бинукид.

## Хозяйство и бытовые традиции
Основные занятия - ручное земледелие, производство риса, кукурузы, табака, абаки, разведение быков(карабао), охота, рыболовство, собирательство. ремесла, ткачество, плетение и гончарство, в настоящее время пришло в упадок.
Одежда мужчин - короткий жакет, широкий пояс и брюки, головной убор типа тюрбана. У женщин основной вид одежды - длинная юбка с вышивкой или аппликацией. Они носят гребни и другие украшения из перламутра или бронзы, платки. Употребляются вышитые сумочки, серьги, браслеты, ожерелья и другое. Мужчины носят ножные браслеты из свиной щетины.
Дома - свайные, иногда жилище устраивается и на деревьях. Основа пищи - рис. Распространено курение и жевание бетеля, татуировка, чернение и подпиливание зубов. 
Верования - традиционные, частично распространено христианство. Главные культы - аграрные. Существует знахарство.

## Общественное устройство
В одной деревне живут, как правило, несколько родственных семей. Управляет родом так называемый президент, сохраняющий черты дато(вождя). Брак - неолокальный. Практикуется выкуп за невесту, помолвки в детском возрасте.